# Grey Street, Melbourne
Grey Street är namnet på 14 olika gator i Melbourne, men den i särklass mest kända är Grey Street i St Kilda. Den löper i sydöstlig riktning, mellan Fitzroy och Barkly Street. Gatan är idag känd som ett prostitutionsstråk.

## Galleri

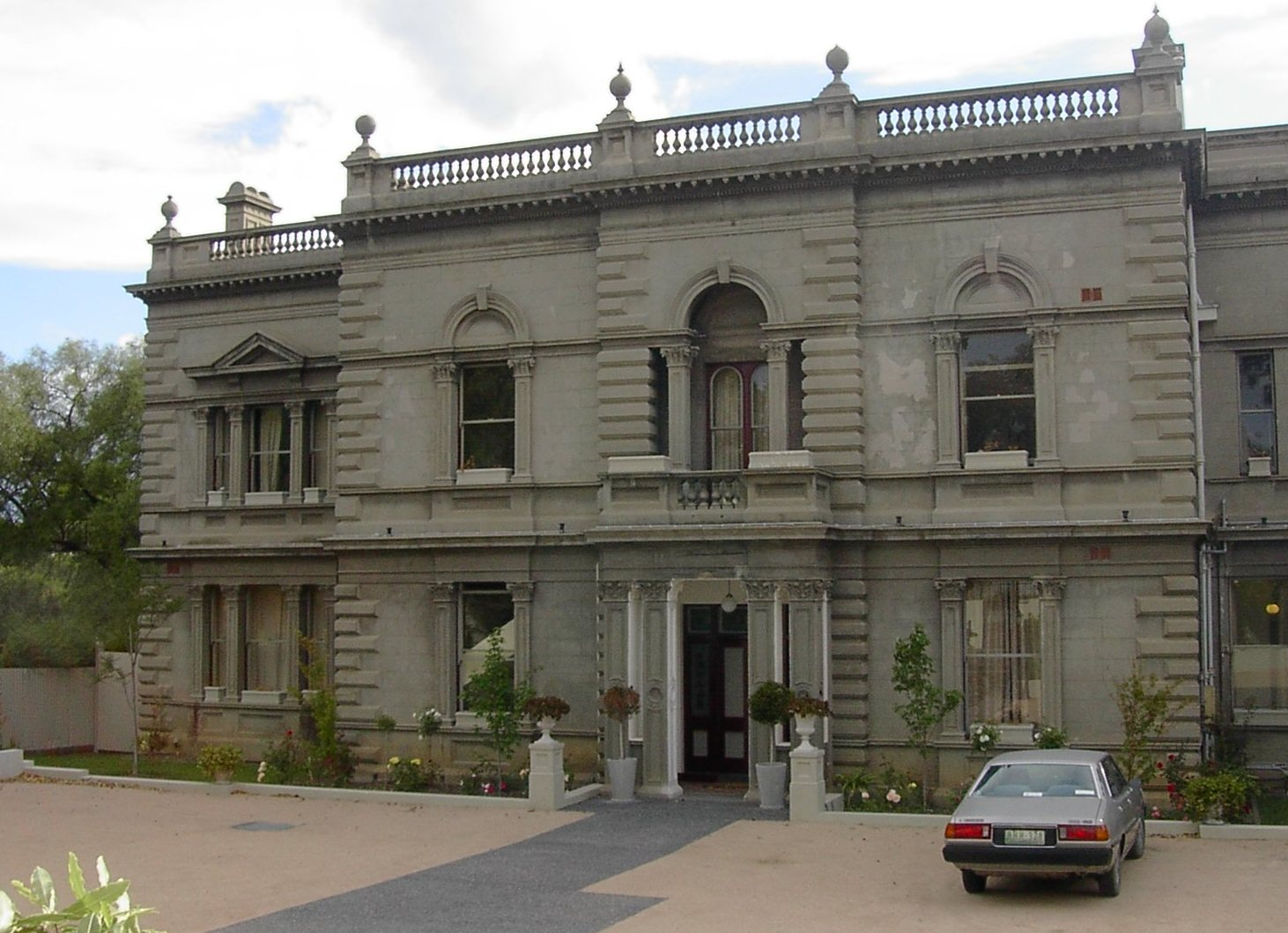
Eildon Mansion
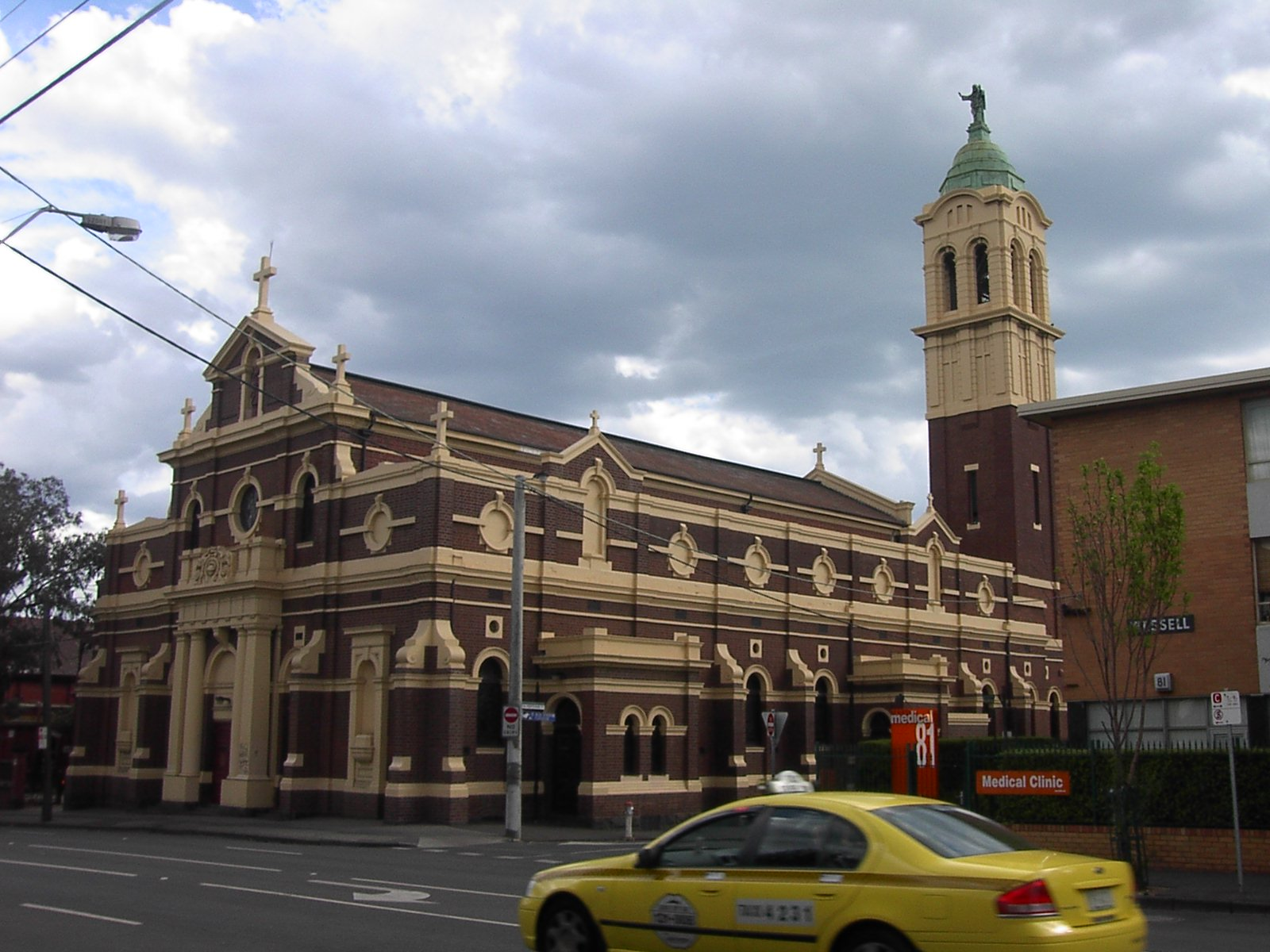
Sacred Heart Church